# VIP Servicios Aéreos Ejecutivos
VIP Servicios Aéreos Ejecutivos S. A. o VIP Saesa es una empresa mixta dedicada al servicio de transporte aéreo no regular en Quintana Roo y al mantenimiento y administración de algunos aeródromos dentro del estado.

## Información
La empresa fue creada en 1994 como empresa privada, entre 1995 y 1996 el Gobierno del Estado de Quintana Roo compra 48 acciones de la empresa. Actualmente la empresa cuenta con aeronaves para servicios irregular de pasajeros así como se encarga del mantenimiento de diversos aeródromos.

### Aeronaves
- Bell 407 matrícula XC-FIP
- Piper PA-31 Navajo matrícula XA-THX
- Beechcraft King Air C-90 matrícula XA-ROO
- Piper PA-34 Seneca matrícula XC-HEW
- Cirrus SR22 matrícula XA-UTR

### Aeródromos
- Mahahual
- Kohunlich
- X-calak
- Punta Pulticub
- Playa del Carmen
- Felipe Carrillo Puerto
- Isla Mujeres

### Escándalos
- Durante 2012 VIP Saesa ejerció un presupuesto del erario de Quintana Roo de 206 millones 103 mil pesos, cerrando ese año con pérdidas de  649 mil 384 pesos y 42 centavos.[1]

- En el primer trimestre de 2015, el gobierno del Estado de Quintana Roo erogó 56 millones 496 mil 556 pesos por concepto de renta de aeronaves.[2]